# Sportvagns-VM 1966
Sportvagns-VM 1966 kördes över totalt 13 omgångar.
Mästerskapet var uppdelat i fem klasser, tre för sportvagnar och två för prototyper.

## Delsegrare
| Bana                | Vinnare                         | Märke               |
| ------------------- | ------------------------------- | ------------------- |
| Daytona 24-timmars  | Ken Miles Lloyd Ruby            | Ford                |
| Sebring 12-timmars  | Ken Miles Lloyd Ruby            | Ford                |
| Monza 1000 km       | Mike Parkes John Surtees        | Ferrari             |
| Targa Florio        | Willy Mairesse Herbert Müller   | Porsche             |
| Spa 1000 km         | Mike Parkes Ludovico Scarfiotti | Ferrari             |
| Nürburgring 1000 km | Joakim Bonnier Phil Hill        | Chaparral-Chevrolet |
| Le Mans             | Bruce McLaren Chris Amon        | Ford                |
| Mugello 500 km      | Gerhard Koch Jochen Neerpasch   | Porsche             |
| Pergusa             | "Pam"                           | Ferrari             |
| Hockenheim 500 km   | Gerhard Mitter                  | Porsche             |
| Crans-Montana       | Ludovico Scarfiotti             | Ferrari             |
| Nürburgring 500 km  | Ernst Furtmayr                  | Abarth              |
| Zeltweg 500 km      | Gerhard Mitter Hans Herrmann    | Porsche             |

## Märkes-VM

### S1.3 - Division I (1300 cm³)
| Plats | Märke      | Poäng |
| ----- | ---------- | ----- |
| 1     | Abarth     | 37    |
| 2     | Alpine     | 28    |
| 3     | Alfa Romeo | 3     |

### S2.0 - Division II (2000 cm³)
| Plats | Märke      | Poäng |
| ----- | ---------- | ----- |
| 1     | Porsche    | 61    |
| 2     | Alfa Romeo | 27    |
| 3     | Lotus      | 9     |
| 4     | Volvo      | 3     |

### S+2.0 - Division III (+2000 cm³)
| Plats | Märke   | Poäng |
| ----- | ------- | ----- |
| 1     | Ford    | 49    |
| 2     | Ferrari | 26    |
| 3     | Shelby  | 11    |

### P+2.0 Prototyper >2000 cm³
| Plats | Märke     | Poäng |
| ----- | --------- | ----- |
| 1     | Ford      | 38    |
| 2     | Ferrari   | 36    |
| 3     | Chaparral | 10    |

### P2.0 Prototyper <2000 cm³
| Plats | Märke   | Poäng |
| ----- | ------- | ----- |
| 1     | Porsche | 42    |
| 2     | Ferrari | 36    |
| 3     | Alpine  | 22    |